# 异植醇
异植醇（英語：Isophytol）是一种有机化合物，分子式C20H40O，属于不饱和二萜类叔醇，与植醇是同分异构体。